# Luciano Peinado
Luciano Ignacio Peinado (Catriel, Provincia de Río Negro, Argentina; 26 de abril de 1985) es un futbolista argentino. Juega de defensor o volante y su equipo actual es el Sport Club Pacífico que disputa la 4.ª División de Argentina.

## Trayectoria
Inició su carrera profesional en las inferiores de Godoy Cruz, jugando en la Liga Mendocina de Fútbol. Luego tuvo un paso por Deportivo Argentino, Villa Atuel, Deportivo Maipú, Atlético San Luis, Huracán de San Rafael, Unión Deportiva Catriel, SC Pacífico y Huracán de Comodoro Rivadavia.
En 2012, retornó a SC Pacífico para jugar el Torneo del Interior y luego el Torneo Argentino B. En 2013, tras realizar buenas temporadas en el Albinegro fue fichado por Gimnasia y Esgrima de Mendoza para disputar la temporada 2013-14, temporada que se adjudicó tras consagrarse campeón al vencer a Unión Aconquija por 3:1 donde él marcó el tercer gol en dicha final.
En 2014, pasó a jugar en Sportivo Estudiantes de San Luis donde logró ganar su zonal en el Torneo Transición del Federal A 2014, logrando ascender con su equipo a la Primera B Nacional.
En julio de 2015, luego de una temporada en el Verde puntano, le fue recindido su contrato por lo que decidió retornar a Gimnasia y Esgrima de Mendoza para seguir disputando la segunda parte de la Primera B Nacional.

## Clubes
| Club                    | País      | Año           |
| ----------------------- | --------- | ------------- |
| Godoy Cruz              | Argentina | 2004-2005     |
| Deportivo Argentino     | Argentina | 2005-2007     |
| Villa Atuel             | Argentina | 2007-2008     |
| Deportivo Maipú         | Argentina | 2008          |
| Atlético San Luis       | Argentina | 2009          |
| Villa Atuel             | Argentina | 2009          |
| Huracán (SR)            | Argentina | 2009-2010     |
| Unión Deportiva Catriel | Argentina | 2010          |
| SC Pacífico             | Argentina | 2011          |
| Huracán (CR)            | Argentina | 2011-2012     |
| SC Pacífico             | Argentina | 2012-2013     |
| Gimnasia y Esgrima (M)  | Argentina | 2013-2014     |
| Estudiantes (SL)        | Argentina | 2014-2015     |
| Gimnasia y Esgrima (M)  | Argentina | 2015-2016     |
| SC Pacífico             | Argentina | 2016-2017     |
| Deportivo Maipú         | Argentina | 2017-presente |

## Palmarés

### Campeonatos nacionales
| Título             | Club                   | País      | Año     |
| ------------------ | ---------------------- | --------- | ------- |
| Torneo Argentino B | Gimnasia y Esgrima (M) | Argentina | 2013-14 |
| Torneo Federal A   | Estudiantes (SL)       | Argentina | 2014    |